# Semiothisa crassilimbaria
Semiothisa crassilimbaria là một loài bướm đêm trong họ Geometridae.